# شبكة تليفزيون النيل
شبكة تليفزيون النيل هي إحدى الشبكات الإعلامية التابعة لاتحاد الإذاعة والتلفزيون المصري، كانت تسمى في السابق قطاع قنوات النيل المتخصصة، بدأ البث التجريبي لقنوات النيل المتخصصة في 31 مايو 1998، وبدأ البث الفعلي لها في أكتوبر من نفس العام، تبث قنوات النيل المتخصصة على القمر الصناعي نايل سات وتستقبل على جهاز ديكودر ديجيتال. تبث إرسالها على أقمار نايل سات وإنتل سات وآسيا سات وبنما سات وعددها 12 قناة.

## القنوات

### قنوات شبكة تلفزيون النيل NTN
1. قناة نايل دراما
2. قناة نايل لايف
3. قناة نايل كوميدي
4. قناة نايل سينما
5. قناة نايل سبورت
6. قناة نايل العائلة
7. قناة النيل الثقافية
8. قناة النيل الدولية
9. قناة النيل للأخبار
10. قناة مصر الزراعية
11. ماسبيرو زمان
12. قناة مصر التعليمية
13. قناة مدرستنا 1
14. قناة مدرستنا 2
15. قناة مدرستنا 3

### قناة النيل الدولية
قناة النيل الدولية هي واحدة من مجموعة قنوات النيل المتخصصة وهي تهتم بالدعاية الخارجية لمصر وتذيع برامجها باللغة الإنجليزية والفرنسية بينما تكون الأفلام والمسلسلات المعروضة مصحبوة بالترجمة أسفل الشاشة. قناة مواجهة للرأي العام الأجنبي، تخاطبه باللغات الإنجليزية والفرنسية . 
عمل بها العديد من مشاهير الإعلاميين المصريين منذ نشأتها ومنهم :

### ميرفت محسن
رئيسة القناة.

### الإعلامية دينا فكري
مذيعة وقارئة نشرة.

### قسمت أباظة
ابنة الراحل رشدي أباظة بمركز الترجمة.

### الإعلاميةجيهان طلعت عبد العزيز
عملت مخرج مساعد ثم مخرجة بالقناة كما عملت بمركز الترجمة بالقناة قبل أن تنتقل إلى الإذاعة المصرية لتصبح من أشهر المذيعات في جيل الشباب ومن أجمل الأصوات النسائية والتي ذهب البعض إلى قربها من الإعلامية الراحلة صفية المهندس حيث حققت شهرة ونجاح في البرامج الدينية والبرامج التاريخية والتسجيلية وبرامج المرأة كما قدمت دور الراوية في العديد من المسلسلات الدينية والتاريخية.

### الإعلاميةريم ماجد
التي بدأت في قناة النيل الدولية في النشرة الفرنسية، وهي نشرة لا تقدم بالشكل التقليدي، كما كانت تعمل بالتحرير والبرامج الثقافية بالقناة وقد عملت بالقناة لمدة 12 عام قبل الانتقال إلى قناة أون تي في.

### قنوات سابقة أُغلقت
1. قناة النيل العامة
2. قناة النيل للمعلومات
3. قناة حورس
4. قناة نفرتيتي
5. قناة النيل للتعليم الإبتدائي
6. قناة النيل للتعليم الإعدادي
7. قناة النيل للتعليم الثانوي
8. قناة النيل لتعليم اللغات
9. قناة النيل للتعليم الفني
10. قناة النيل لمحو الأمية
11. قناة النيل للمعرفة
12. قناة المنارة للبحث العلمي
13. قناة التعليم العالي
14. قناة التعليم المفتوح
15. قناة صوت الشعب
16. قناة صحتي